# Манастир Драча
Манастир Драча је женски манастир припада Епархији шумадијској Српске православне цркве. Налази се десетак километара западно од Крагујевца, у котлини Драчке реке, на падинама брда Рујевице. Црква манастира је посвећена преносу моштију Светог Николаја. Комплекс манастира представља непокретно културно добро као споменик културе од великог значаја.
Старешина манастира је игуманија Јелена (Станковић), са сестринством на челу од 2012. године, а служашчи духовник је јеромонах Неофит (Кимпанов).

## Историја
Према ктиторском натпису изнад улазних врата у наосу, цркву је 1734. године подигао оберкапетан крагујевачки Станиша Марковић Млатишума, а према предању, на месту садашње цркве постојао је средњовековни храм подигнут крајем 14. века, у коме је живео и умро светогорски монах и светитељ, преподобни Јов.
У прилог тврдњи да се само ради о обнови манастира и да је поново живописан храм, помињу се у историјским списима неке свештене личности које су живеле у манастиру пре обнове, као и да се приликом мањих истраживачких радова на живопису у цркви пронађени трагови старијег слоја фресака. Драчу познају и турски пописи 16. века, као манастир Светог Николе код села Драчице у нахији Лепеници.
Током 18. и 19. века манастир је значајан духовни и културни центар овог дела Србије. У време Кочине крајине монаси Драче били су на страни Аустрије, па се и сам Коча Анђелковић у њему једно време крио, због чега је манастир тешко страдао. Игуман Исаија Поповић је због својих заслуга за Аустрију био 1791. године новчано награђен и остао на њеној територији. Нешто касније, у првој половини 19. века, Тома Вучић Перишић обновио је манастирске конаке и саградио двоспратни звоник на западном делу цркве. Игуман манастира Максим Јовановић се 1818. године јавља у Београду, као претплатник једне историјске књиге. Неколико година, у трећој и четвртој деценији 19. века, Драча је била мирска црква, да би 1845. године потпала под управу манастира Враћевшнице, и у том статусу била до 1851. године. Од оснивања па све до 1958. године Драча је била мушки манастир. Од 1958. године, када управу преузима игуманија Јелена (Јокић), Драча је женски манастир. Матрона Бајовић, била је монахиња овог манастира.
У црквеној порти манастира сахрањен је Јован Димитријевић Добрача, командант српске војске у бици на Љубићу.

## Старешине манастира
- Јелена (Јокић), (1958—1971).
- Анастасија (Јовановић), (1991—2000).
- Пелагија (Бековац), (2000—2011).
- Јелена (Станковић), (2012—тренутна)

## Архитектура цркве

### Спољни изглед
Манастирска црква је грађевина обновљена на триконхалним остацима и својом концепцијом, распоредом простора и декоративној обради фасаде припада моравској школи, са јасно израженом припратом, наосом и олтарским простором. Црква је са свих страна озидана правилно тесаним квадерима од жућкастог камена пешчара, у комбинацији са опеком, који се смењују до кровног венца. У горњем делу уграђивана је комбинација камена, опеке и сиге.
Бочно су постављене певничке апсиде, које полукружно излазе у равни подужних зидова. Црква има осмострану куполу, изнад централног простора, ослоњену на пиластре и припрату засведену полуобличастим сводом, који је са северне и јужне стране прихваћен преломљеним луцима. Са јужне стране је акросолијум са гробним саркофагом преподобног Јова.
У 19. веку са западне стране дограђен је спратна кула са звоником у барокном стилу, који је постављен над мањим тремом са великим лучним отворима, засведен крстастим сводом. Улазни портал је са сликаном лунетом и фреском Светог Николаја.

### Живопис
Живопис манастира Драча представља непроцењиву вредност. Црква је осликана 1735. године, што је забележено у натпису над улазом. У потпуности сачуване фреске спадају у ред најбољих сликарских остварења из прве половине 18. века у Србији и приписују се сликарима из Мосхопоља.

## Научни скуп
Поводом 250 година зидног сликарства Драче Друштво историчара уметности СР Србије и Завод за заштиту споменика културе у Крагујевцу, организовало је 22-23. септембра 1986. године научни скуп „Манастир Драча и њене паралеле у XVIII веку”. Скуп је отворен 22. септембра у сали Народног музеја у Крагујевцу.

### Учесници и теме скупа
- др Дејан Медаковић:Проблеми истраживања српске уметности XVIII века
- Програм научног скупа о манастиру Драча, Крагујевац 1986.др Павле Васић:Србија између 1718. и 1739. године
- др Радован Самарџић:Српски народ између Турске и Аустрије 1683—1739.
- др Милорад Павић:Српска књижевност у четвртој деценији XVIII века
- мр Слободан Милеуснић:Сеоба Срба под Патријархом Арсенијем IV
- др Сретен Петковић:Српско сликарство XVIII века у византијским традицијама и оновремено сликарство на Балкану
- др Бранко Вујовић:Преображајни токови српског сликарства у XVIII веку
- мр Лепосава Шелмић:Уметност епохе Бранковеану и српски живопис у XVIII веку
- мр Слободан Раичевић:Трагом зографа манастира Драче
- Радомир Станић:Сликарство у западној Србији у XVIII веку
- др Миодраг Јовановић:Охридска тромеђа и српско сликарство у XVIII веку
- др Антоније Николовски:Прилози за историју сликарства XVIII века у Македонији
- Јулија Тричковска:Преглед иконописа у Македонији у XVIII веку
- Јелена Андреевска:Генеза представе Седмочисленика са ликовно-естетског аспекта и њене паралеле са композицијом у Драчи
- др Војислав Матић:Корени настанка српске барокне архитектуре
- др Оливера Милановић-Јовић:Српски градитељи у XVIII веку
- Радослав Прокић:Архитектура манастира Драче
- Предраг Пајкић:Сликарство манастира Драче
- Милан Улић:Технологија српског сликарства средином XVIII века
- Драгана Милисављевић:Зидно сликарство манастира Драче и његов конзерваторски третман
- Петар Момировић:Рукописни Псалтир с последовањем из 1627. године манастира Драче
- Мирослав Тимотијевић:„Покољ Витлејемске деце” у Драчи и њене паралеле у новијој српској уметности
- Урош Анић:Иконичност Драче
- др Динко Давидов:Живопис параклиса Светих архистратига Михаила и Гаврила у Хиландару из 1716. године
- Олга Микић:Преписка и сукоб два сликара средином XVIII века
- Мирјана Лесек:Реконструкција иконостаса манастира Бешенова
- Мирко Тишма:Зидно сликарство мајстора Шаљтиста
- др Драган Нагорни:Непознати бакрорез Христофора Жафаровића
- Викторија Коробар:Прилог проучавању ликовних веза манастира Драче са сликарством прве половине XVIII века у Македонији

## Сестринство манастира
- Јелена (Станковић), игуманија
- монахиња Татјана (Стикић),
- монахиња Дарија

## Служашчи јеромонаси
- +Николај Симоновић јеромонах
- +Мирон Рафаиловић јеромонах
- +Авакум Медић јеромонах (1992—2006)
- Онуфрије Вранић архимандрит (2013—2022)
- Неофит Кимпанов (2022-данас)

## Галерија
- Порта са унутрашњим зградама